# Ostrykół Dworski
Ostrykół Dworski – wieś w Polsce położona w województwie mazowieckim, w powiecie wyszkowskim, w gminie Długosiodło. Ma status sołectwa.

## Historia
W latach 1921–1931 wieś leżała w województwie białostockim, w powiecie ostrowskim, w gminie Długosiodło.
Według Powszechnego Spisu Ludności z 1921 roku wieś zamieszkiwały 84 osoby, 78 było wyznania rzymskokatolickiego, a 6 ewangelickiego. Jednocześnie 79 mieszkańców zadeklarowało polską przynależność narodową, a 5 niemiecką. Było tu 16 budynków mieszkalnych. Miejscowość należała do parafii rzymskokatolickiej w Długosiodle i ewangelickiej w Paproci Dużej. Podlegała pod Sąd Grodzki w Ostrowie i Okręgowy w Łomży; właściwy urząd pocztowy mieścił się w Długosiodle.
W wyniku agresji III Rzeszy na Polskę we wrześniu 1939 wieś znalazła się pod okupacją niemiecką i do wyzwolenia weszła w skład Landkreis Ostenburg Regierungsbezirk Zichenau (rejencja ciechanowska).
W latach 1975–1998 miejscowość należała administracyjnie do województwa ostrołęckiego. 
We wsi urodził się Tadeusz Franciszek Machnowski (1937–2020), wybitny poeta i prozaik.

## Religia
Wierni kościoła rzymskokatolickiego należą do parafii św. Rocha w Długosiodle. Wieś ta i sąsiednia wieś Ostrykół Włościański, są eksklawą tejże parafii. Pozostałe sąsiednie wsie znajdują się w obszarach parafii pw.: św. Stanisława Biskupa i Męczennika w Lubielu, św. Jana Chrzciciela w Kuninie i św. Anny w Różanie.